# Naver Pay
Naver Pay (Tiếng Hàn: 네이버 페이) là dịch vụ thanh toán di động do Naver Corporation. Đây là dịch vụ thanh toán di động thứ hai của Naver sau Line Pay, được ra mắt bởi công ty con Nhật Bản của Naver, Line Corporation vào năm 2014.

## Dịch vụ
Naver Pay được ra mắt vào ngày 25 tháng 6 năm 2015 với sự hỗ trợ cho 14 ngân hàng và 3 công ty thẻ tín dụng cũng như 53.000 cửa hàng thành viên. Dịch vụ này cho phép cả dịch vụ thanh toán di động thông qua ứng dụng và thanh toán trực tuyến để mua sắm trực tuyến tương tự như PayPal.